# Ragna Ingólfsdóttir
Ragna Ingólfsdóttir (ur. 22 lutego 1983 w Reykjavíku) – islandzka badmintonistka, uczestniczka letnich igrzysk olimpijskich w 2008 oraz 2012 roku.